# Powerball
Powerball là một trò chơi xổ số Mỹ được cung cấp bởi 45 tiểu bang, Quận Columbia, Puerto Rico và quần đảo Quần đảo Virgin thuộc Hoa Kỳ. Nó được tổ chức bởi Hiệp hội Xổ số Đa bang (MUSL). Từ lần quay số đầu tiên vào ngày 19 tháng 4 năm 1992 đến ngày 21 tháng 8 năm 2021, Powerball được tổ chức hai lần mỗi tuần (thứ Tư và thứ Bảy); một lần quay số hàng tuần thứ ba (từ ngày 23 tháng 8 năm 2021) đã được thêm vào. Các buổi quay số diễn ra vào mỗi tối thứ Hai, thứ Tư và thứ Bảy lúc 10:59 giờ đông (Eastern Time), tại trụ sở của Florida Lottery ở Tallahassee.
Kể từ ngày 7 tháng 10 năm 2015, trò chơi sử dụng ma trận 5/69 (bóng trắng) + 1/26 (Powerballs) để chọn các số trúng, dẫn đến tỷ lệ cơ hội trúng jackpot là 1 trong 292,201,338 cho mỗi lượt chơi. Mỗi lượt chơi có giá 2 đô la hoặc 3 đô la nếu chọn tùy chọn Power Play (ban đầu, mỗi lượt chơi Powerball có giá 1 đô la; khi Power Play bắt đầu, giá trò chơi tương tự là 2 đô la). Thời gian chốt vé chính thức là 10:00 giờ đông (Eastern Time); một số xổ số có thể chấm dứt bán vé sớm hơn. Các buổi quay số được tổ chức tại phòng thu của Florida Lottery ở Tallahassee. Giải jackpot tối thiểu của Powerball là 20 triệu đô la (theo hình thức trả theo niên hạn); giải jackpot theo niên hạn của Powerball được trả trong 30 kỳ trả góp tăng dần trong vòng 29 năm, hoặc người chiến thắng có thể chọn nhận một khoản thanh toán tổng thể thay vì (tùy chọn tiền mặt). Một khoản thanh toán tổng thể sẽ nhỏ hơn tổng số 30 kỳ trả hàng năm vì với tùy chọn trả theo niên hạn, mỗi kỳ trả hàng năm tăng thêm 5%.
Vào ngày 8 tháng 2 năm 2023, Powerball đã tạo ra jackpot xổ số lớn nhất trong lịch sử được trúng bởi một vé mua tại Altadena, California.
Các số trúng thưởng ban đầu được quay tại West Des Moines, Iowa, trước khi chuyển đến Universal Studios Florida ở Orlando. Quay số hiện diễn ra tại Tallahassee từ năm 2012.

## Các thành viên của Powerball

Bản đồ các tiểu bang và lãnh thổ Hoa Kỳ đang cung cấp Powerball, tính đến tháng 11 năm 2022

Powerball thay thế Lotto America vào tháng 4 năm 1992; Mega Millions thay thế The Big Game 10 năm sau đó (Xem dưới đây về sự phát triển của tên gọi "Mega Millions".).

### Mega Millions và Powerball
| Xổ số                      | Powerball            | Mega Millions        |
| -------------------------- | -------------------- | -------------------- |
| Arizona                    | 4 tháng 4 năm 1994   | 18 tháng 4 năm 2010  |
| Arkansas                   | 31 tháng 10 năm 2009 | 31 tháng 1 năm 2010  |
| California                 | 8 tháng 4 năm 2013   | 22 tháng 6 năm 2005  |
| Connecticut                | 28 tháng 11 năm 1995 | 31 tháng 1 năm 2010  |
| Colorado                   | 2 tháng 8 năm 2001   | 16 tháng 5 năm 2010  |
| Delaware                   | 14 tháng 1 năm 1991  | 31 tháng 1 năm 2010  |
| District of Columbia       | 13 tháng 2 năm 1988  | 31 tháng 1 năm 2010  |
| Florida (flagship lottery) | 4 tháng 1 năm 2009   | 15 tháng 5 năm 2013  |
| Georgia                    | 31 tháng 1 năm 2010  | 6 tháng 9 năm 1996   |
| Idaho                      | 1 tháng 2 năm 1990   | 31 tháng 1 năm 2010  |
| Illinois                   | 31 tháng 1 năm 2010  | 6 tháng 9 năm 1996   |
| Indiana                    | 14 tháng 10 năm 1990 | 31 tháng 1 năm 2010  |
| Iowa                       | 13 tháng 2 năm 1988  | 31 tháng 1 năm 2010  |
| Kansas                     | 13 tháng 2 năm 1988  | 31 tháng 1 năm 2010  |
| Kentucky                   | 10 tháng 1 năm 1991  | 31 tháng 1 năm 2010  |
| Louisiana                  | 5 tháng 3 năm 1995   | 16 tháng 11 năm 2011 |
| Maine                      | 30 tháng 7 năm 2004  | 9 tháng 5 năm 2010   |
| Maryland                   | 31 tháng 1 năm 2010  | 6 tháng 9 năm 1996   |
| Massachusetts              | 3 tháng 2 năm 2010   | 6 tháng 9 năm 1996   |
| Michigan                   | 31 tháng 1 năm 2010  | 6 tháng 9 năm 1996   |
| Minnesota                  | 14 tháng 8 năm 1990  | 31 tháng 1 năm 2010  |
| Mississippi                | 30 tháng 1 năm 2020  | 30 tháng 1 năm 2020  |
| Missouri                   | 13 tháng 2 năm 1988  | 31 tháng 1 năm 2010  |
| Montana                    | 9 tháng 11 năm 1989  | 1 tháng 3 năm 2010   |
| Nebraska                   | 21 tháng 7 năm 1994  | 20 tháng 3 năm 2010  |
| New Hampshire              | 5 tháng 11 năm 1995  | 31 tháng 1 năm 2010  |
| New Jersey                 | 31 tháng 1 năm 2010  | 26 tháng 5 năm 1999  |
| New Mexico                 | 20 tháng 10 năm 1996 | 31 tháng 1 năm 2010  |
| New York                   | 31 tháng 1 năm 2010  | 17 tháng 5 năm 2002  |
| North Carolina             | 30 tháng 5 năm 2006  | 31 tháng 1 năm 2010  |
| North Dakota               | 25 tháng 3 năm 2004  | 31 tháng 1 năm 2010  |
| Ohio                       | 16 tháng 4 năm 2010  | 17 tháng 5 năm 2002  |
| Oklahoma                   | 12 tháng 1 năm 2006  | 31 tháng 1 năm 2010  |
| Oregon                     | 13 tháng 2 năm 1988  | 28 tháng 3 năm 2010  |
| Pennsylvania               | 29 tháng 6 năm 2002  | 31 tháng 1 năm 2010  |
| Puerto Rico                | 28 tháng 9 năm 2014  | Not offered          |
| Rhode Island               | 13 tháng 2 năm 1988  | 31 tháng 1 năm 2010  |
| South Carolina             | 6 tháng 10 năm 2002  | 31 tháng 1 năm 2010  |
| South Dakota               | 15 tháng 11 năm 1990 | 16 tháng 5 năm 2010  |
| Tennessee                  | 21 tháng 4 năm 2004  | 31 tháng 1 năm 2010  |
| Texas                      | 31 tháng 1 năm 2010  | 5 tháng 12 năm 2003  |
| US Virgin Islands          | 14 tháng 11 năm 2010 | 4 tháng 10 năm 2010  |
| Vermont                    | 1 tháng 7 năm 2003   | 31 tháng 1 năm 2010  |
| Virginia                   | 31 tháng 1 năm 2010  | 6 tháng 9 năm 1996   |
| Washington                 | 31 tháng 1 năm 2010  | 4 tháng 9 năm 2002   |
| West Virginia              | 13 tháng 2 năm 1988  | 31 tháng 1 năm 2010  |
| Wisconsin                  | 10 tháng 8 năm 1989  | 31 tháng 1 năm 2010  |
| Wyoming                    | 24 tháng 8 năm 2014  | 24 tháng 8 năm 2014  |

Alabama, Alaska, Hawaii, Nevada, và Utah không bán vé xổ số.

## Lịch sử

### Tiền thân năm 1988: Lotto America
Tiền thân của Powerball bắt đầu vào năm 1988; trò chơi đa tiểu bang này được gọi là Lotto America. Trò chơi và tên đã được thay đổi thành Powerball vào ngày 19 tháng 4 năm 1992; buổi quay số đầu tiên diễn ra vào ngày 22 tháng 4.
Tiến sĩ Edward J. Stanek là chủ tịch của Lotô Iowa và cùng với Steve Caputo đã tạo ra trò chơi Powerball.

### Bắt đầu Powerball
Khi ra mắt vào năm 1992, Powerball trở thành trò chơi đầu tiên sử dụng hai thùng quay. Việc sử dụng hai thùng quay cho phép tăng cường khả năng điều chỉnh bằng cách đồng thời cung cấp tỷ lệ cơ hội trúng jackpot thấp, nhiều cấp độ giải thưởng và tỷ lệ cơ hội trúng lớn chung (như được giải thích sau, một vé có thể trúng chỉ bằng cách khớp một số). Ý tưởng về hai thùng quay được đề xuất bởi Steve Caputo của Lotô Oregon. Ý tưởng về hai thùng quay đã được sử dụng bởi The Big Game (nay là Mega Millions) tại Mỹ, Powerball của Australia, Thunderball tại Vương quốc Anh, Eurojackpot và EuroMillions.
Đến năm 2008, các buổi quay số Powerball thường được tổ chức tại Screenscape Studios ở West Des Moines, Iowa. Người dẫn chương trình là Mike Pace, một nhân vật nổi tiếng trên đài phát thanh Iowa, đã làm MC cho buổi quay số MUSL từ khi Lotto America bắt đầu vào năm 1988. Vào năm 1996, Powerball lần đầu tiên được tổ chức "trên đường" khi có năm buổi quay số từ xa tại Thế vận hội Mùa hè ở Atlanta. Một vài tuần sau đó, Georgia trở thành quốc gia duy nhất rời khỏi Powerball (Maine, đã gia nhập MUSL vào năm 1990, rời khỏi khi Powerball bắt đầu). Vào tháng 8 năm 1996, Georgia gia nhập The Big Game, nhóm xổ số lớn khác ở Mỹ. Kế hoạch của Georgia là bán vé cho cả hai trò chơi trong phần còn lại của năm 1996, nhưng chỉ trong vài ngày, Georgia bị loại khỏi MUSL và không trở lại cho đến sự mở rộng bán chéo vào năm 2010.
Vào ngày 2 tháng 11 năm 1997, hình thức trả theo niên hạn được thay đổi từ 20 năm thành 25 năm; lựa chọn trả tiền mặt được thêm vào.
Năm 1998, Florida được chính phủ cho phép tham gia vào trò chơi đa tiểu bang. Ban đầu, Florida dự định tham gia Powerball, nhưng vào đầu năm 1999, thống đốc mới Jeb Bush ngăn cản Florida tham gia vì ông tin rằng Powerball sẽ gây ảnh hưởng đến các trò chơi xổ số hiện có của Florida Lottery. Năm 2008, Thống đốc Charlie Crist cuối cùng đã cho phép Florida tham gia MUSL, vào ngày 4 tháng 1 năm 2009.
Vào ngày 7 tháng 3 năm 2001, một lựa chọn tăng cường (gọi là Power Play) đã được thêm vào, cho phép người chơi nhân đôi số tiền thắng không phải jackpot lên tới năm lần bằng cách trả thêm 1 đô la cho mỗi lượt chơi. Một bánh xe đã được giới thiệu để chọn bội số Power Play cho mỗi buổi quay số (năm sau đó, số 1x đã bị loại bỏ khỏi bánh xe Power Play).

### 2009: Florida trở thành địa điểm tổ chức buổi quay số
Khi bắt đầu bán Powerball tại Florida vào ngày 4 tháng 1 năm 2009 (với buổi quay số đầu tiên vào ngày 7 tháng 1), ma trận số đã thay đổi thành 5/59 + 1/39 (thêm bốn số trắng và loại bỏ ba số đỏ). Điều này đã làm thay đổi khả năng trúng jackpot từ 1:146 triệu thành 1:195 triệu; tỷ lệ cơ hội trúng chung trở thành 1:35.
Dựa trên dự báo thống kê, giải jackpot trung bình tăng từ 95 triệu đô la lên 141 triệu đô la. Dự kiến sẽ có thêm hơn 3,5 triệu giải thưởng được trúng hàng năm do thay đổi tỷ lệ cơ hội. Giải jackpot khởi điểm tăng lên 20 triệu đô la, với mức tăng giới hạn tối thiểu là 5 triệu đô la. Phần đóng góp vào jackpot tăng từ 30,3% lên 32,5% tổng doanh thu. Tùy chọn Power Play đã được điều chỉnh; giải nhì, thường là 200.000 đô la, được nhân thêm 5 lần tự động, làm cho giải 5+0 trở thành 1 triệu đô la tiền mặt. Giải thưởng thứ hai phụ nếu jackpot vượt qua kỷ lục trước đó của nó 25 triệu đô la, chỉ xảy ra hai lần, đã bị loại bỏ khi thay đổi định dạng vào năm 2012.
Điều kiện để Florida tham gia Powerball bao gồm việc di chuyển buổi quay số trực tiếp từ Iowa đến Universal Studios ở Orlando. Ba người dẫn chương trình luân phiên từ Universal Studios là Tracy Wiu, Elizabeth Hart và Scott Adams (trụ sở MUSL vẫn ở Iowa, nơi tổ chức các buổi quay số khác). Bánh xe được sử dụng để xác định bội số Power Play đã bị loại bỏ khi buổi quay số chuyển đến Florida; một bộ tạo số ngẫu nhiên (RNG) được sử dụng cho đến khi thay đổi định dạng vào năm 2012.
Arkansas trở thành thành viên MUSL thứ 33 vào ngày 31 tháng 10 năm 2009, là thành viên cuối cùng gia nhập trước sự mở rộng bán chéo vào năm 2010. Ohio Lottery gia nhập Powerball vào ngày 16 tháng 4 năm 2010, gia nhập Mega Millions (cùng với New York) nhiều năm trước đó, khi The Big Game thêm Mega Millions vào tên của mình.

### Sự mở rộng bán chéo vào năm 2010
Vào tháng 3 năm 2009, có thông tin cho biết rằng New Jersey, đã là thành viên Mega Millions, tìm cách được phép tham gia Powerball. Ngay sau đó, đã tiết lộ cuộc thảo luận về việc cho phép mỗi xổ số ở Mỹ có thể cung cấp cả hai trò chơi. Vào ngày 13 tháng 10, liên minh Mega Millions và MUSL đạt được thỏa thuận nguyên tắc để bán chéo Mega Millions và Powerball. Vào tháng 11, MUSL ký kết một thỏa thuận để bắt đầu phát sóng trực tuyến các buổi quay số Powerball.
Vào ngày 31 tháng 1 năm 2010, ngày mở rộng bán chéo, Mega Millions và MUSL đã thêm các xổ số; tám thành viên Powerball đã thêm Mega Millions vào tháng 5. Lotô Montana gia nhập Mega Millions vào ngày 1 tháng 3 năm 2010. Nebraska gia nhập Mega Millions vào ngày 20 tháng 3 năm 2010, Oregon theo sau vào ngày 28 tháng 3 năm 2010, Arizona gia nhập Mega Millions vào ngày 18 tháng 4 năm 2010, Maine gia nhập Mega Millions vào ngày 9 tháng 5 năm 2010, Colorado và South Dakota gia nhập Mega Millions vào ngày 16 tháng 5 năm 2010. Quần đảo Virgin thuộc Hoa Kỳ gia nhập Mega Millions vào tháng 10 năm 2010.
Trước thỏa thuận này, chỉ có một số nơi bán cả vé Mega Millions và Powerball là các cửa hàng bán lẻ nằm sát biên giới; một cửa hàng bán lẻ ở biên giới Sharon, Pennsylvania/Masury, Ohio đã bán cả vé Mega Millions (qua Ohio Lottery) và Powerball (Pennsylvania) trước thỏa thuận và tiếp tục là cửa hàng bán lẻ duy nhất bán vé cho cả hai loại xổ số.
Illinois gia nhập Powerball vào ngày mở rộng, trở thành trò chơi xổ số đa tiểu bang thứ hai (sau Mega Millions, mà Illinois đã tham gia trước đó) mà buổi quay số được phát sóng trên toàn quốc. Cả hai buổi quay số của trò chơi đều được phát sóng đồng thời thông qua kênh cáp Chicago WGN-TV qua phần phát sóng quốc gia WGN America. WGN-TV đã phát sóng buổi quay số xổ số Illinois trên toàn quốc từ năm 1992 đến 2015 sau khi mua quyền phát sóng từ đài truyền hình sở hữu và điều hành bởi Fox WFLD của Chicago vào năm 1988, sau khi lấy lại quyền từ WGN-TV vào năm 1987. Buổi quay số Powerball được phát sóng trên WGN-TV và WGN America vào thứ Tư và thứ Bảy ngay sau buổi tin tức 9:00 p.m. (Giờ Trung Hoa) còn buổi quay số Mega Millions được phát sóng vào thứ Ba và thứ Sáu sau buổi tin tức. WGN đã phục vụ như một đơn vị phát sóng mặc định của Mega Millions hoặc Powerball trong trường hợp không có đài truyền hình địa phương nào phát sóng buổi quay số cho cả hai trò chơi xổ số đa tiểu bang này.
Vào ngày 13 tháng 3 năm 2010, New Jersey trở thành thành viên Mega Millions trước đó (ngay trước khi mở rộng bán chéo) có vé Powerball trúng jackpot. Giải thưởng này có giá trị hơn 211 triệu đô la dưới hình thức trả theo niên hạn; vé được bán tại Morris Plains. Vào ngày 28 tháng 5 năm 2010, North Carolina trở thành thành viên MUSL trước đó (ngay trước khi mở rộng bán chéo) có vé Mega Millions trúng jackpot; giải thưởng đó là 12 triệu đô la (trả theo niên hạn).
Vào ngày 2 tháng 6 năm 2010, Ohio đã trúng jackpot Powerball; trở thành xổ số bán cả Mega Millions và Powerball (khi năm 2010 bắt đầu) cung cấp vé trúng jackpot cho trò chơi mới hơn của mình. Giải thưởng đó có giá trị 261 triệu đô la dưới hình thức trả theo niên hạn; vé được bán tại Sunbury. Vé trúng jackpot Powerball thứ hai của Ohio, được bán trong buổi quay số vào ngày 23 tháng 6 năm 2010, là một phần của một sự kiện đầu tiên; vì Montana cũng đã có một người trúng jackpot cho buổi quay số đó, đó là lần đầu tiên một giải jackpot được chia sẻ thông qua các xổ số cạnh tranh trước khi mở rộng bán chéo, vì Montana chỉ bán Powerball trước ngày mở rộng.

### Thay đổi định dạng năm 2012
Vào ngày 15 tháng 1 năm 2012, giá vé của mỗi lượt chơi Powerball tăng gấp đôi lên 2 đô la, trong khi giá vé PowerPlay tăng lên 3 đô la; giải thưởng tối thiểu tăng gấp đôi lên 40 triệu đô la. Một lượt chơi không trúng jackpot khớp với năm quả bóng trắng sẽ nhận được 1 triệu đô la. Số quả bóng màu đỏ giảm từ 39 xuống còn 35. Buổi quay số đã được chuyển từ Universal Studios Orlando đến trụ sở của Florida Lottery ở Tallahassee. Sam Arlen bắt đầu công việc dẫn chương trình vào năm 2012, với Laura W. Johnson đồng làm người dẫn chương trình.
Những thay đổi này đã được thực hiện để tăng tần suất xuất hiện giải jackpot hàng chục triệu đô la; một phát ngôn viên Powerball tin rằng một giải jackpot 500 triệu đô la là khả thi (và thực tế đã xảy ra trong năm đó,) và rằng giải jackpot đầu tiên trị giá 1 tỷ đô la trong lịch sử Hoa Kỳ sẽ xảy ra vào năm 2012 (mặc dù nó không xảy ra cho đến 4 năm sau đó.) Chưa đầy ba tháng sau các thay đổi về Powerball, giải jackpot của Mega Millions đã đạt 656 triệu đô la mặc dù vẫn chỉ là một trò chơi 1 đô la mỗi lượt chơi. Bội số Power Play ngẫu nhiên đã bị loại bỏ để thay bằng một khoản thanh toán cố định theo số tiền đã định. "Cận dương" 25 triệu đô la (tạo ra giải thưởng 5+0 lớn hơn) đã bị loại bỏ.
California đã tham gia vào ngày 8 tháng 4 năm 2013; nó chưa bao giờ cung cấp tùy chọn Power Play, vì tất cả các khoản thanh toán trong các trò chơi xổ số California theo quy định của pháp luật đều là cá cược hoa hồng. Mega Millions, đã có mặt tại California từ năm 2005, cung cấp tùy chọn Megaplier ở 45 địa điểm khác.
Vào ngày 22 tháng 1 năm 2014, tùy chọn Power Play có biến đổi trở lại (từ 2x-5x) để nhân giải thưởng không phải jackpot.
Vào tháng 10 năm 2014, Puerto Rico đã tham gia Powerball; địa phương nói tiếng Tây Ban Nha đầu tiên tham gia trò chơi này; tính đến năm 2016, Puerto Rico vẫn chưa tham gia Mega Millions.

### Thay đổi định dạng năm 2015
Vào ngày 4 tháng 10 năm 2015, định dạng Powerball đã thay đổi một lần nữa; số trái bóng trắng tăng từ 59 lên 69 trong khi số trái bóng Powerball giảm từ 35 xuống 26. Mặc dù điều này cải thiện khả năng chiến thắng giải thưởng bất kỳ thành 1 trong 24, nhưng cũng làm tăng khả năng giành giải jackpot lên 1 trong 292.201.338. Giải thưởng 4+1 trở thành 50.000 đô la; tùy chọn PowerPlay 10x được áp dụng trong các lượt quay có giải jackpot dưới 150 triệu đô la. Ba tháng sau đó, định dạng này tạo ra một giải jackpot 1,5 tỷ đô la, gấp đôi kỷ lục trước đó, sau 20 lượt quay liên tiếp.

### Các điều chỉnh COVID-19 năm 2020 và việc tạm thời loại bỏ ở Idaho năm 2021
Vào ngày 2 tháng 4 năm 2020, số tiền giải jackpot khởi điểm của Powerball tạm thời được thiết lập lại từ 40 triệu đô la xuống 20 triệu đô la với tùy chọn trả dần, với ít nhất 2 triệu đô la được chuyển tiếp cho mỗi lượt quay không có người trúng jackpot, do đại dịch COVID-19 ở Hoa Kỳ. Điều này được thực hiện để áp dụng sự cách ly xã hội và ngăn chặn sự tập trung đông đúc tại các điểm bán vé với giải jackpot lớn, và để tính đến lãi suất thấp hơn.
Vào ngày 10 tháng 3 năm 2021, sau khi Powerball mở rộng hoạt động của mình tại Úc vào cuối năm đó và tại Vương quốc Anh vào năm 2022, Hội đồng Tại chức Idaho đã bỏ phiếu áp đảo để chấm dứt sự tham gia của tiểu bang này trong xổ số sau hơn 30 năm. Các nhà lập pháp tiểu bang đã trích dẫn nỗi sợ rằng doanh thu từ bên ngoài được tạo ra từ sự tham gia của các nước ngoài là nguyên nhân đằng sau việc bỏ phiếu này. Việc loại bỏ sẽ diễn ra khi các khu vực bên ngoài Mỹ được phép tham gia vào tháng 8 năm 2021, nhưng đã trở nên vô nghĩa khi việc mở rộng này bị hoãn lại.
Vào ngày 23 tháng 5 năm 2021, Powerball thông báo rằng bắt đầu từ ngày 23 tháng 8 năm 2021, các lượt quay sẽ diễn ra vào thứ Hai, bên cạnh thứ Tư và thứ Bảy. Do sự cố kỹ thuật xảy ra trước khi lịch quay mới bắt đầu, lượt quay thứ Hai đầu tiên không diễn ra vào thời gian thông thường, có nghĩa là lượt quay thứ Hai đầu tiên không diễn ra như đã được dự định cho nhóm điều hành trò chơi. Tất cả các tính năng khác vẫn không thay đổi. Michele Lyles trở thành người dẫn chương trình Powerball thường xuyên thứ ba phục vụ cùng với Arlen và Johnson. Bắt đầu từ năm 2022, Randy Trainor làm người dẫn chương trình dự phòng nếu Arlen, Johnson hoặc Lyles không có mặt.

### Trì hoãn năm 2022
Lượt quay dự kiến vào ngày 7 tháng 11 năm 2022 với giải jackpot phá kỷ lục 2,04 tỷ USD đã bị trì hoãn do các giao thức bảo mật chưa hoàn chỉnh liên quan đến việc bán vé tại một cơ sở xổ số chưa được tiết lộ cho đến ngày hôm sau vào 8:59 sáng theo giờ Đông Bắc. Trước sự trì hoãn ngày 7 tháng 11, đã có các trì hoãn vào ngày 9 tháng 4 và ngày 19 tháng 10 và vào ngày 16 tháng 3 năm 2022. Một vài ngày sau khi quay số kết thúc cho Giải Jackpot Powerball 2,04 tỷ USD, Sở Xổ số Minnesota thông báo vào cuối ngày hôm đó rằng họ đã chịu trách nhiệm cho sự trì hoãn đó. Các quan chức xổ số ở đó cho biết có một vấn đề kỹ thuật với hệ thống truyền thông đã ngăn quay số diễn ra.

## Đại lý chính thức quốc tế

### The Lottery Office
The Lottery Office là đại lý chính thức của Powerball Hoa Kỳ tại Úc.

## Chơi trò chơi

### Trò chơi cơ bản
Cược tối thiểu cho Powerball là 2 đô la. Trong mỗi trò chơi, người chơi chọn 5 số từ một tập hợp gồm 69 quả bóng màu trắng và một số từ 26 quả bóng Powerball màu đỏ; số quả bóng đỏ có thể trùng với một trong các quả bóng màu trắng. Thứ tự quay số của năm quả bóng màu trắng không quan trọng; tất cả vé đều hiển thị số quả bóng màu trắng theo thứ tự tăng dần. Người chơi không thể sử dụng quả bóng Powerball đã quay được để khớp với một trong các số màu trắng của họ, hoặc ngược lại. Người chơi có thể chọn số của riêng mình hoặc để máy bán hàng chọn số ngẫu nhiên (cách gọi này thay đổi theo từng tiểu bang, nhưng phần lớn được gọi là "quick pick", "easy pick", vv.).
Trong mỗi lượt quay, các số may mắn được chọn bằng hai máy quay bóng: một máy chứa các quả bóng màu trắng và máy khác chứa các quả bóng Powerball màu đỏ. Năm quả bóng màu trắng được rút ra từ máy đầu tiên và quả bóng đỏ từ máy thứ hai. Các trò chơi khớp ít nhất ba quả bóng màu trắng hoặc quả bóng Powerball màu đỏ sẽ thắng.
Hai máy giống nhau được sử dụng cho mỗi lượt quay, được chọn ngẫu nhiên từ bốn bộ máy. Mẫu máy được sử dụng là Halogen, do Smartplay International của Edgewater Park, New Jersey sản xuất. Có tám bộ bóng (bốn bộ màu trắng và bốn bộ màu đỏ); một bộ của mỗi màu được chọn ngẫu nhiên trước mỗi lượt quay. Các quả bóng được trộn bằng một đĩa xoay ở đáy máy, đẩy các quả bóng quanh buồng. Khi máy chọn một quả bóng, đĩa xoay chậm lại để bắt nó, gửi nó lên trục và sau đó dẫn xuống đường ray để hiển thị. (Cục Xổ số Florida đã xem xét chuyển sang một bộ sinh số ngẫu nhiên vào năm 2019 cho các lượt quay trong tiểu bang của mình; chưa biết liệu Powerball có bị ảnh hưởng hay không.) Nếu nơi diễn ra lễ quay số không khả dụng, như trường hợp của Hurricane Michael, một máy dự phòng được đặt tại trụ sở MUSL ở Iowa. Các lượt quay được giám sát bởi Carol & Company, CPA.
Các ma trận kép và xác suất trong lịch sử của trò chơi:
| Ngày bắt đầu             | Chọn 5 quả bóng màu trắng từ tập hợp gồm | Chọn 1 quả bóng màu đỏ từ tập hợp gồm | Cơ hội trúng Jackpot | Bội số Power Play |
| ------------------------ | ---------------------------------------- | ------------------------------------- | -------------------- | ----------------- |
| Ngày 22 tháng 4 năm 1992 | 45                                       | 45                                    | 1 trên 54,979,154    | Không có†         |
| Ngày 5 tháng 11 năm 1997 | 49                                       | 42                                    | 1 trên 80,089,127    | Không có†         |
| Ngày 7 tháng 3 năm 2001  | 49                                       | 42                                    | 1 trên 80,089,127    | 1x-5x             |
| Ngày 9 tháng 10 năm 2002 | 53                                       | 42                                    | 1 trên 120,526,769   | 2x-5x             |
| Ngày 28 tháng 8 năm 2005 | 55                                       | 42                                    | 1 trên 146,107,961   | 2x-5x             |
| Ngày 7 tháng 1 năm 2009  | 59                                       | 39                                    | 1 trên 195,249,054   | 2x-5x             |
| Ngày 15 tháng 1 năm 2012 | 59                                       | 35                                    | 1 trên 175,223,510   | Không có          |
| Ngày 19 tháng 1 năm 2014 | 59                                       | 35                                    | 1 trên 175,223,510   | 2x-5x             |
| Ngày 7 tháng 10 năm 2015 | 69                                       | 26                                    | 1:292,201,338        | 2x-5x; 10x‡       |

† Power Play được giới thiệu vào năm 2001.

‡ 10× có sẵn nếu giải thưởng Jackpot dưới 150 triệu đô la.
Mặc dù Mega Millions và Powerball có cùng xác suất trúng Jackpot mặc dù có ma trận kép khác nhau (Mega Millions là 5/70 + 1/25), nhưng vì Powerball có giá 2 đô la cho mỗi lượt chơi, trung bình cần 584.402.676 đô la (không tính cược bên cạnh Power Play) để tạo ra một vé trúng Jackpot.

### Power Play
Với mỗi trò chơi thêm 1 đô la, người chơi có thể kích hoạt tùy chọn Power Play. Khi kích hoạt, Power Play nhân lên số tiền thắng giải hạng thấp (giải thưởng cơ bản từ 50.000 đô la trở xuống) lên tới 5 lần, hoặc 10 lần khi giải thưởng Jackpot dưới 150 triệu đô la. Power Play được quay riêng biệt so với 6 số chính. Giải thưởng 5+0 tự động được gấp đôi lên 2 triệu đô la nếu Power Play được kích hoạt.
Vấn đề đối với người chơi là liệu nên tối đa hóa cơ hội trúng Jackpot hay tăng giải thưởng hạng thấp hơn. Nếu người chơi chọn một số tiền cố định để mua vé vào một thời điểm nhất định, người chơi sẽ mất đi một lần dự đoán đúng của bộ số thắng mỗi hai lần kích hoạt Power Play đối với một trong những vé đã mua.
Khi Power Play được ra mắt vào năm 2001, nó được quay với một chiếc bánh xe đặc biệt. Vào năm 2006 và 2007, MUSL đã thay thế một trong các chỗ trống 5× trên bánh xe Power Play bằng 10×. Trong mỗi chương trình khuyến mãi kéo dài một tháng, MUSL đảm bảo sẽ có ít nhất một lần quay với bội số 10×. Chương trình khuyến mãi được tái mở vào năm 2008; quả bóng rơi vào chỗ 10× hai lần. Sau khi vắng mặt vào năm 2009, bội số 10× trở lại vào tháng 5 năm 2010 (sau khi quay Power Play đã được thay đổi thành RNG.) Chương trình khuyến mãi được kéo dài duy nhất một lần, khi bội số 10× không được quay cho đến ngày 12 tháng 6 năm 2010. Bảo đảm giải thưởng thứ hai 5× vẫn được duy trì; bội số 10× áp dụng cho tất cả các giải thưởng không phải Jackpot, giống như các chương trình khuyến mãi trước đó.
Sự thành công của Power Play đã dẫn đến sự xuất hiện của các bội số tương tự trong các trò chơi khác, đặc biệt là Megaplier, có sẵn thông qua tất cả các thành viên Mega Millions trừ California. Các thay đổi Powerball năm 2012 đã dẫn đến tất cả tám cấp giải hạng thấp có giải thưởng Power Play "cố định".
Vào ngày 19 tháng 1 năm 2014, PowerPlay đã được điều chỉnh; nó sử dụng 30 quả bóng với phân bố như sau:
- 2x(15)
- 3x(9)
- 4x/5x: 3 quả mỗi loại

Vào ngày 4 tháng 10 năm 2015, PowerPlay đã thay đổi, sử dụng 42 hoặc 43† quả bóng như sau:
- 2x(24)
- 3x(13)
- 4x(3)
- 5x(2)
- 10x(1)†

† 10x có sẵn khi giải thưởng Jackpot dưới 150 triệu đô la.

### Double Play
Tùy chọn Double Play có sẵn ở 13 tiểu bang và Puerto Rico. Với thêm 1 đô la, người chơi có thể sử dụng lại các số Powerball của mình trong một lượt quay thứ hai với cấu trúc giải thưởng khác được tổ chức khoảng 30 phút sau lượt quay chính. Một vé Powerball với tùy chọn Double Play có giá 3 đô la; nếu cả hai tùy chọn Power Play và Double Play được chọn, tổng chi phí là 4 đô la.

### Giải thưởng và xác suất
Các giải thưởng tính đến ngày 7 tháng 10 năm 2015:
| Số trùng khớp      | Giải thưởng | Power Play 2x (1 trên 1,75) | Power Play 3x (1 trên 3,23) | Power Play 4x (1 trên 14) | Power Play 5x (1 trên 21) | Xác suất chiến thắng  |
| ------------------ | ----------- | --------------------------- | --------------------------- | ------------------------- | ------------------------- | --------------------- |
| Chỉ PB (0+1)       | $4          | $8                          | $12                         | $16                       | $20                       | 1 trên 38,32          |
| 1 số cộng PB (1+1) | $4          | $8                          | $12                         | $16                       | $20                       | 1 trong 91,98         |
| 2+1                | $7          | $14                         | $21                         | $28                       | $35                       | 1 trong 701,33        |
| 3+0                | $7          | $14                         | $21                         | $28                       | $35                       | 1 trong 579,76        |
| 3+1                | $100        | $200                        | $300                        | $400                      | $500                      | 1 trong 14,494.11     |
| 4+0                | $100        | $200                        | $300                        | $400                      | $500                      | 1 trong 36,525.17     |
| 4+1                | $50,000     | $100,000                    | $150,000                    | $200,000                  | $250,000                  | 1 trong 913,129.18    |
| 5+0                | $1,000,000  | $2,000,000                  | $2,000,000                  | $2,000,000                | $2,000,000                | 1 trong 11,688,053.52 |
| 5+1                | Jackpot     | Jackpot                     | Jackpot                     | Jackpot                   | Jackpot                   | 1 trong 292,201,338   |

Tổng xác suất trúng thưởng là 1 trên 24,87.
Các giải thưởng/xác suất trước đây (từ ngày 19 tháng 1 năm 2014 đến ngày 3 tháng 10 năm 2015):
| Số trùng khớp     | Giải thưởng | Power Play 2x (1 trên 2) | Power Play 3x (1 trên 3 1/3) | Power Play 4x (1 trên 10) | Power Play 5x (1 trên 10) | Xác suất chiến thắng   |
| ----------------- | ----------- | ------------------------ | ---------------------------- | ------------------------- | ------------------------- | ---------------------- |
| Chỉ có PB         | $4          | $8                       | $12                          | $16                       | $20                       | 1 trong 55.41          |
| 1 số cộng PB      | $4          | $8                       | $12                          | $16                       | $20                       | 1 trong 110.81         |
| 2 số cộng PB      | $7          | $14                      | $21                          | $28                       | $35                       | 1 trong 706.43         |
| 3 số; không có PB | $7          | $14                      | $21                          | $28                       | $35                       | 1 trong 360.14         |
| 3 số cộng PB      | $100        | $200                     | $300                         | $400                      | $500                      | 1 trong 12,244.83      |
| 4 số; không có PB | $100        | $200                     | $300                         | $400                      | $500                      | 1 trong 19,087.53      |
| 4 số; có PB       | $10,000     | $20,000                  | $30,000                      | $40,000                   | $50,000                   | 1 trong 648,975.96     |
| 5 số; không có PB | $1,000,000  | $2,000,000               | $2,000,000                   | $2,000,000                | $2,000,000                | 1 trong 5,153,632.65   |
| 5 số; có PB       | Jackpot     | Jackpot                  | Jackpot                      | Jackpot                   | Jackpot                   | 1 trong 175,223,510.00 |

Tổng xác suất trúng thưởng là 1 trên 31,85.
1. ↑  Bắt đầu từ ngày 23 tháng 8 năm 2021, Double Play đã có mặt ở Colorado, Florida, Indiana, Maryland, Michigan, Missouri, New Jersey, Pennsylvania, Puerto Rico, South Carolina, South Dakota, Tennessee và Washington.[44] Montana đã thêm Double Play vào tháng 7 năm 2022.[45][46]
2. 1 2  Số tiền giải thưởng ở California luôn là parimutuel vì quy định hình phạt của tiểu bang California phân biệt giữa "lottery" (loại không thể bị đánh bại) và "banked game" (loại ngân hàng lý thuyết có thể bị đánh bại). Chỉ có "lottery" được ủy quyền bởi Luật Xổ số của tiểu bang. Do đó, Power Play không được cung cấp ở California.
3. ↑  Xác suất chiến thắng giải thưởng 0+1 là 1 trên 38,32 thay vì 1 trên 26 vì có khả năng trùng khớp ít nhất một số trắng.[48]
4. 1 2  $2,000,000 được cố định cho việc trùng khớp 5+0 với Power Play kể từ thay đổi định dạng năm 2012.
5. 1 2  Các hệ số Power Play không áp dụng cho jackpot. Jackpot được chia cho nhiều người chiến thắng.

Tất cả các giải thưởng không phải jackpot đều là các số tiền cố định (trừ ở California); chúng có thể được giảm và trả theo cách chia tỷ lệ cổ phần, với mỗi thành viên trả mức giá khác nhau cho cùng một mức giải thưởng, nếu khoản trách nhiệm vượt quá số tiền trong quỹ giải thưởng cho bất kỳ thành viên nào.

### Tích lũy jackpot và các tùy chọn thanh toán
Người chiến thắng jackpot có thể chọn nhận giải thưởng bằng tiền mặt (trong hai đợt; một từ thẩm quyền chiến thắng, sau đó số tiền kết hợp từ các thành viên khác) hoặc dưới dạng kỳ hạn thụ động trả trong 30 kỳ thanh toán hàng năm. Số tiền trước thuế của khoản thanh toán kỳ hạn đầu tiên tương đương khoảng 1,505% số tiền jackpot. Mỗi khoản thanh toán kỳ hạn cao hơn 5% so với năm trước để điều chỉnh cho lạm phát.
Giải thưởng jackpot ước tính được quảng cáo đại diện cho tổng số tiền sẽ được trả cho người chiến thắng jackpot nếu họ chọn lựa chọn kỳ hạn. Ước tính này dựa trên số tiền tích lũy trong quỹ jackpot từ các kỳ quay trước, dự kiến doanh số bán cho kỳ quay tiếp theo và tỷ lệ lợi suất thị trường cho các chứng khoán sẽ được sử dụng để tài trợ cho kỳ hạn. Giải thưởng jackpot ước tính thường là 32,5% của doanh thu (không bao gồm Power Play) từ mỗi lượt chơi cơ bản ($1), được gửi bởi các thành viên của trò chơi để tích lũy thành quỹ giải thưởng để tài trợ cho jackpot. Nếu jackpot không được trúng trong một lượt quay cụ thể, quỹ giải thưởng được chuyển sang lượt quay tiếp theo, tích lũy cho đến khi có người chiến thắng jackpot. Quỹ giải thưởng này là số tiền mặt được trả cho người chiến thắng jackpot nếu họ chọn tiền mặt. Nếu người chiến thắng chọn kỳ hạn, tỷ lệ lợi suất thị trường hiện tại được sử dụng để tính toán lịch trình thanh toán tăng dần và khoản thanh toán đầu tiên được trả. Số tiền còn lại trong quỹ giải thưởng được đầu tư để tạo ra thu nhập để tài trợ cho các kỳ thanh toán còn lại. Nếu có nhiều người chiến thắng jackpot trong một lượt quay, quỹ giải thưởng jackpot được chia đều cho tất cả các lượt chơi như vậy.
MUSL và các thành viên của nó chịu mọi rủi ro đầu tư và có nghĩa vụ hợp đồng và chịu trách nhiệm về việc thanh toán định kỳ cho người chiến thắng kỳ hạn. Nếu một vé jackpot không được yêu cầu, số tiền trong quỹ giải thưởng được trả lại cho các thành viên theo tỷ lệ đóng góp của họ vào quỹ giải thưởng. Các thành viên có các quy định khác nhau quy định việc sử dụng số tiền không được yêu cầu.
Khi jackpot Powerball được trúng, jackpot tiếp theo được đảm bảo là 20 triệu đô la (kỳ hạn). Nếu không có ai trúng jackpot, giá trị tăng thấp nhất là 10 triệu đô la. Số tiền mặt trong quỹ jackpot được đảm bảo là giá trị hiện tại của kỳ hạn. Nếu doanh thu từ việc bán vé giảm dưới sự mong đợi, các thành viên của trò chơi phải đóng góp thêm tiền vào quỹ jackpot để bù đắp khoảng còn thiếu; kịch bản có khả năng xảy ra nhất là khi jackpot được trúng liên tiếp.
Do Đại dịch COVID-19 tại Hoa Kỳ và sự giảm doanh số bán vé cùng với sự giảm lãi suất trên các giải thưởng kỳ hạn, các quản lý Powerball đã giảm mức jackpot khởi điểm tối thiểu xuống còn 20 triệu đô la và mức tăng tối thiểu xuống còn 2 triệu đô la khi jackpot trước không được trúng.

### Yêu cầu nhận giải thưởng
Vé chiến thắng phải được yêu cầu tại địa phương mà nó được mua, bất kể địa điểm cư trú của người chiến thắng. Tuổi tối thiểu để chơi Powerball là 18 tuổi, trừ Nebraska (19 tuổi), Arizona, Iowa, Louisiana và Mississippi (21 tuổi).
Nhìn chung, người chơi Powerball không cần phải chọn tiền mặt hay kỳ hạn trừ khi họ trúng jackpot (thường có 60 ngày để chọn). Những ngoại lệ bao gồm Florida và Missouri; "đồng hồ" 60 ngày bắt đầu từ lượt quay, vì vậy người chiến thắng jackpot muốn nhận tiền mặt cần phải lập kế hoạch ngay lập tức để yêu cầu giải thưởng của họ. New Jersey và Texas yêu cầu việc chọn tiền mặt/kỳ hạn phải được thực hiện khi chơi; ở New Jersey, vé kỳ hạn có thể chuyển đổi thành tiền mặt sau khi trúng, trong khi ở Texas, sự lựa chọn là ràng buộc. (Khi lựa chọn tiền mặt được giới thiệu vào năm 1997, tất cả người chơi Powerball phải lựa chọn khi chơi. Quy định này đã bị loại bỏ vào năm 1999.) Tất cả các giải thưởng Powerball phải được yêu cầu trong khoảng thời gian từ 90 ngày đến 1 năm, tùy thuộc vào nơi mua vé.
Tiền thưởng Powerball ở California chỉ chịu thuế thu nhập liên bang. Ngược lại, tiền thưởng Powerball ở Puerto Rico không chịu thuế thu nhập liên bang, chỉ chịu thuế địa phương. Florida, South Dakota, Texas, Washington và Wyoming không có thuế thu nhập tiểu bang, và chỉ áp dụng thuế lợi tức và cổ tức tại New Hampshire và Tennessee. Ở tất cả các tiểu bang khác, tiền thưởng chịu cả thuế thu nhập liên bang và thuế thu nhập của tiểu bang đó, miễn là vé trúng thưởng được mua tại tiểu bang cư trú của người chiến thắng. Tiền thưởng từ vé mua ngoài tiểu bang cư trú có thể chịu thuế thu nhập ở cả hai tiểu bang (có thể có khả năng hưởng thuế dựa trên hai yếu tố này), tuy nhiên điều này phụ thuộc vào các tiểu bang liên quan.

### Giải thưởng phụ
Khác với phần tiền thưởng jackpot, các giải thưởng khác là trách nhiệm và trách nhiệm của từng công ty xổ số tham gia. Tất cả doanh thu từ việc bán vé Powerball không được sử dụng cho jackpot được giữ lại bởi mỗi thành viên; không có doanh thu này được chia sẻ với các công ty xổ số khác. Các thành viên chỉ chịu trách nhiệm thanh toán các giải thưởng phụ được bán tại địa phương.
Vì các giải thưởng phụ được xác định theo mức cố định (trừ California), nếu trách nhiệm cho một mức giải thưởng cụ thể vượt quá số tiền trong nguồn tiền giải thưởng cho mức đó, số tiền giải thưởng có thể giảm và nguồn tiền giải thưởng được phân phối theo cách parimutuel và dẫn đến giải thưởng thấp hơn so với các mức cố định được hiển thị trong bảng giải thưởng. Do các nguồn tiền giải thưởng phụ được tính toán độc lập, nên có thể có sự khác biệt về giải thưởng cấp thấp giữa các thành viên tham gia.

### Các giải thưởng đáng chú ý
Bởi vì số tiền jackpot được trích dẫn là một kỳ hạn 30 khoản thanh toán hàng năm, giá trị tiền mặt so với kỳ hạn dao động. Tỷ lệ thực tế phụ thuộc vào lãi suất dự kiến và các yếu tố khác. MUSL bắt đầu bằng giá trị tiền mặt, xây dựng từ một phần trăm doanh thu bán hàng, sau đó tính toán số tiền jackpot được quảng cáo từ giá trị đó, dựa trên giá trị trung bình của ba đề nghị mua chứng khoán tốt nhất.
Vào ngày 25 tháng 12 năm 2002, chủ tịch một công ty xây dựng tại Putnam County, Tây Virginia, đã trúng giải 314,9 triệu đô la (314,9 triệu đô la ngày nay), lúc đó đây là kỷ lục mới cho một vé duy nhất trong xổ số Mỹ. Người chiến thắng đã chọn lựa chọn tiền mặt trị giá 170 triệu đô la, nhận khoảng 83 triệu đô la sau khi khấu trừ thuế tại Tây Virginia và liên bang.
Vào ngày 19 tháng 10 năm 2005, một gia đình ở Jacksonville, Oregon, đã trúng giải 340 triệu đô la (340 triệu đô la ngày nay). Những người chiến thắng đã chọn lựa chọn tiền trả thẳng trị giá 164,4 triệu đô la (trước khi khấu trừ), nhỏ hơn so với việc trả tiền thẳng cho các người chiến thắng trước đó vào năm 2002 do sự thay đổi gần đây trong cấu trúc kỳ hạn.
Vào ngày 18 tháng 2 năm 2006, một vé duy nhất tại Nebraska đã trúng giải trị giá 365 triệu đô la (365 triệu đô la ngày nay). Giải thưởng được chia sẻ bởi tám người làm việc tại một nhà máy chế biến thịt. Nhóm đã chọn lựa chọn tiền trả thẳng khoảng 177,3 triệu đô la, trước khi khấu trừ thuế.
Vào ngày 25 tháng 8 năm 2007, một giải thưởng trị giá 314 triệu đô la ($314 triệu đô la ngày nay) đã được một công nhân hưu trí từ Ohio trúng. Vé được mua tại Richmond, Indiana, một cộng đồng đã từng bán được một vé trúng giải trị giá hơn 200 triệu đô la.
Vào tháng 11 năm 2011, ba nhà quản lý tài chính tại Greenwich, Connecticut đã chia sẻ một giải trị giá 254,2 triệu đô la (254,2 triệu đô la ngày nay), là giải thưởng lớn nhất trên một vé mua tại Connecticut. Chọn lựa chọn tiền trả thẳng, ba người đàn ông chia nhau gần 104 triệu đô la sau khi khấu trừ thuế. Giải thưởng, vào thời điểm đó, là giải thưởng thứ 12 lớn nhất trong lịch sử Powerball.
Vào ngày 18 tháng 5 năm 2013, giải thưởng một vé duy nhất lớn nhất thế giới cho đến thời điểm đó, trị giá khoảng 590,5 triệu đô la ($590,5 triệu đô la ngày nay), đã được trúng bởi một vé Powerball được bán tại Zephyrhills, Florida. Vào ngày 5 tháng 6, các quan chức Florida Lottery đã thông báo người chiến thắng đã mua vé "chọn nhanh" tại một siêu thị Publix. Người chiến thắng đã chọn lựa chọn tiền mặt khoảng 370,8 triệu đô la, trước khi khấu trừ thuế liên bang; Florida không có thuế thu nhập của bang.
Vào ngày 13 tháng 1 năm 2016, giải thưởng vé duy nhất lớn nhất thế giới vào thời điểm đó, trị giá khoảng 1,586 tỷ đô la, đã được chia sẻ giữa ba vé Powerball tại Chino Hills, California, Melbourne Beach, Florida và Munford, Tennessee, mỗi vé trị giá 528,8 triệu đô la. Vì không có thuế thu nhập bang ở Florida hoặc Tennessee (và California không thuế tiền thưởng xổ số), tùy chọn tiền mặt sau khi khấu trừ thuế liên bang là 187,2 triệu đô la mỗi vé.
Vào ngày 23 tháng 8 năm 2017, chủ sở hữu một vé Powerball được bán tại Chicopee, Massachusetts đã trúng hơn 750 triệu đô la, một trong những giải thưởng lớn nhất trong lịch sử xổ số. Một người mẹ có hai con ở Massachusetts đã may mắn trúng giải.
Vào ngày 27 tháng 3 năm 2019, một vé duy nhất được mua tại Wisconsin là người chiến thắng duy nhất của giải thưởng Powerball trị giá 768,4 triệu đô la (477 triệu đô la tiền mặt), giải thưởng lớn thứ ba trong lịch sử xổ số Hoa Kỳ. Người chiến thắng của giải thưởng khổng lồ được xác định là một người đàn ông 24 tuổi từ Wisconsin.
Vào ngày 8 tháng 11 năm 2022, một vé duy nhất được mua tại Altadena, California, là người chiến thắng duy nhất của giải thưởng Powerball trị giá 2,04 tỷ đô la, lớn nhất trong lịch sử xổ số Hoa Kỳ. Giải thưởng được tuyên bố vào ngày 14 tháng 2 năm 2023. Người chiến thắng được tiết lộ là Edwin Castro. Anh ta đã chọn nhận giải thưởng dưới hình thức một khoản thanh toán trọn gói trị giá 997,6 triệu đô la. Anh ta mua vé tại Joe's Service Center ở Altadena, nơi nhận được 1 triệu đô la thưởng từ nhà điều hành Powerball vì đã bán vé trúng giải.

### Khoản thưởng cookie may mắn
Buổi quay số Powerball vào ngày 30 tháng 3 năm 2005 đã tạo ra 110 người chiến thắng giải nhì. Tổng số tiền trao cho những người chiến thắng này là 19,4 triệu đô la, với 89 người nhận được 100.000 đô la mỗi người, trong khi 21 người chiến thắng khác nhận được 500.000 đô la mỗi người vì đã chọn Power Play.
Ban đầu, các quan chức của MUSL nghi ngờ về gian lận hoặc lỗi báo cáo. Tuy nhiên, tất cả 110 người chiến thắng đã chơi các số từ những chiếc bánh cookie may mắn được sản xuất bởi Wonton Food Inc. tại Long Island City, New York. Nhà máy đã in các số "22, 28, 32, 33, 39, 40" trên hàng ngàn lời tiên tri. Số "40" trong lời tiên tri không khớp với số Powerball là 42. Không ai trong nhân viên của Wonton Food đã chơi những số đó. Vào thời điểm đó, thành viên gần nhất của trò chơi là Connecticut. Vì các chủ vé đã trúng giải nhờ vào sự trùng hợp chứ không phải hành vi gian lận, nên đã tiến hành trao tiền thưởng.
Nếu bánh cookie may mắn cho số 42 là số Powerball, những người chiến thắng này sẽ chia sẻ giải thưởng 25 triệu đô la: mỗi người 227.272 đô la theo hình thức trả góp hoặc 122.727 đô la tiền mặt (trước khi trừ thuế). Câu tiên tri trên chiếc bánh cookie nói: "Tất cả những chuẩn bị mà bạn đã làm sẽ cuối cùng mang lại thành quả."

## Máy tính và máy đánh bạc
Năm 2006, WMS Gaming đã tung ra một loạt máy đánh bạc mang thương hiệu Powerball. Năm 2007, Oregon Lottery đã phát hành một tiện ích Windows Sidebar hiển thị các số trúng giải của Powerball theo thời gian thực. Tiện ích cũng cung cấp thông báo về giải thưởng lớn.
New York Lottery đã giới thiệu một loại vé xổ số Powerball năm 2010. Năm số trúng giải và số Powerball được in trên đầu của vé, với 12 cơ hội để so khớp. So khớp với các số trúng giải hoặc Powerball đều có thể trúng. Giải thưởng hàng đầu là 1 triệu đô la (trả góp); khác với Powerball thực tế, không có lựa chọn tiền mặt cho giải thưởng hàng đầu.